# Documento di valutazione dei rischi
Il documento di valutazione dei rischi (DVR), previsto dagli artt. 17 e 28 del Testo unico sulla sicurezza nei luoghi di lavoro, è il documento di formalizzazione della valutazione dei rischi per la salute e sicurezza dei lavoratori presenti nell’ambito di una organizzazione. All'interno del documento sono individuate le misure di prevenzione e di protezione, con il relativo programma di attuazione, per garantire il miglioramento nel tempo dei livelli di salute e sicurezza. L'elaborazione del documento, redatto al termine del processo di valutazione del rischio, è uno degli obblighi non delegabili del datore di lavoro. Come per qualunque tipo di documentazione prevista dal T.U., il DVR può essere tenuto in formato elettronico o cartaceo nel rispetto delle disposizioni previste dall'art. 53. Il documento di valutazione dei rischi è stato introdotto per la prima volta nella legislazione italiana dal d.lgs. 626/1994.

## Il processo di formazione del documento di valutazione del rischio nel tempo
Anche se il documento di valutazione dei rischi è stato introdotto per la prima volta nella legislazione italiana nel 1994, è opportuno ricordare comunque che già nei disposti del D.Lgs 15 agosto 1991, n. 277, in materia di "Protezione dei lavoratori contro i rischi derivanti da esposizione ad agenti chimici, fisici e biologici durante il lavoro", successivamente abrogato,  era richiesto di formalizzare l'esito della valutazione dell'esposizione dei lavoratori in forma documentale, pur non definendone esattamente le modalità di redazione. Il concetto stesso di documento di valutazione era esplicitato in forme diverse per ciascun agente, chimico, fisico e biologico valutato. Nel dettaglio, per la valutazione dell'esposizione al piombo metallico e all'amianto, il decreto dava indicazioni di riportare i risultati «..in un apposito registro...», mentre per la valutazione di esposizione al rumore il datore di lavoro doveva redigere e tenere « [...] a disposizione dell'organo di vigilanza un rapporto nel quale sono indicati i criteri e le modalità di effettuazione delle valutazioni...».
Solo con l'introduzione nella legislazione italiana del D.Lgs. 19 settembre 1994, n. 626 è stato definito il documento di valutazione dei rischi, anche se in forma significativamente diversa da quella del Testo unico sulla sicurezza nei luoghi di lavoro. La Corte di Giustizia Europea infatti, con sentenza del 15 novembre 2001, ha condannato lo Stato Italiano per non aver recepito in modo completo nel proprio ordinamento la direttiva 89/391/CEE. In particolare in quanto il legislatore, nella prima formulazione del D.Lgs 626/94 non aveva imposto al datore di lavoro di valutare tutti i rischi per la salute e la sicurezza dei lavoratori esistenti nel luogo di lavoro. 
Esso deve contenere tutte le procedure necessarie per l'attuazione di misure di prevenzione e protezione da realizzare e i ruoli di chi deve realizzarle.

## Obbligatorietà
La redazione del documento di valutazione dei rischi, secondo quanto stabilito dal d.lgs. 81/08, è un obbligo per tutte le imprese ed enti, tra cui anche attività pubbliche e private, enti della Pubblica amministrazione, Forze armate, Polizia e servizi di Protezione civile, strutture giudiziarie, penitenziarie, quelle destinate per attività istituzionali alle attività degli organi con compiti in materia di ordine e sicurezza pubblica, le università, gli istituti di istruzione universitaria, gli istituti di istruzione e di educazione di ogni ordine e grado, le rappresentanze diplomatiche e consolari ed i mezzi di trasporto marittimi ed aerei.
La sua elaborazione è un compito non delegabile assegnato al datore di lavoro con l'ausilio del responsabile del servizio di prevenzione e protezione (RSPP) e del medico competente, previa consultazione del rappresentante dei lavoratori per la sicurezza (RLS/RLST). Qualora l'imprenditore si avvalga della facoltà ex art. 34 del d. lgs. 81/08 per svolgere direttamente i compiti di responsabile del servizio di prevenzione e protezione, dovrà inviare all'organo di vigilanza competente per territorio una dichiarazione che attesti di aver effettuato la valutazione dei rischi, di aver redatto il conseguente documento previsto dall'art. 28, comma 2, ovvero la procedura standardizzata di cui all'art. 29, comma 5.
Il documento di valutazione dei rischi, ovvero la procedura standardizzata, deve essere tenuto a disposizione in azienda per la consultazione anche da parte dell'organo di vigilanza.

## Caratteristiche generali
Il documento relativo alla valutazione dei rischi è elaborato con il contributo delle diverse componenti presenti in azienda e riporta quanto è stato intrapreso o viene programmato in tutela della salute e della sicurezza dei lavoratori. Dovrà pertanto essere leggibile, sia per linguaggio che per esplicitazione delle tappe del percorso fatto.
Con il d.lgs. 106/2009, è stato precisato che spetta al datore di lavoro decidere quali siano le modalità più opportune per la redazione del documento di valutazione dei rischi, fermo restando che tale documento debba essere semplice, breve e comprensibile, in modo da garantire la completezza e l'idoneità quale strumento operativo di pianificazione degli interventi aziendali e di prevenzione.
Deve inoltre essere redatto con data certa entro 90 giorni dall'inizio dell'attività d'impresa e deve essere revisionato ogni 3 anni.

## Contenuti
Per quanto riguarda i contenuti, il documento di valutazione dei rischi dovrà contenere obbligatoriamente almeno:

- una relazione sulla valutazione di tutti i rischi, specificando quali sono i criteri che sono stati adottati per svolgere tale valutazione (ad esempio norme tecniche di riferimento eventualmente adottate);
- l'indicazione delle misure di prevenzione e protezione attuate e dei dispositivi di protezione individuali adottati a seguito della valutazione;
- il programma delle misure per garantire il miglioramento nel tempo dei livelli di sicurezza;
- l'individuazione delle procedure per l'attuazione delle misure da realizzare e dei ruoli dell'organizzazione aziendale che vi debbono provvedere e che devono obbligatoriamente essere in possesso di adeguate competenze e poteri;
- l'indicazione del nominativo del responsabile del servizio di prevenzione e protezione, del rappresentante dei lavoratori per la sicurezza o di quello territoriale e del medico competente che ha partecipato alla valutazione dei rischi;
- l'individuazione delle mansioni che espongono i lavoratori a rischi specifici e che pertanto richiedono riconosciuta capacità professionale, specifica esperienza, adeguata formazione e addestramento.

## Criteri procedurali di valutazione dei rischi

Esempio di matrice del rischio (adottata dalla Federal Aviation Administration del Dipartimento dei trasporti degli Stati Uniti).

La legislazione italiana in merito alla valutazione dei rischi lascia libero il datore di lavoro di scegliere il metodo di valutazione dei rischi, purché questo sia appropriato.
Uno dei metodi più utilizzati, ma non l'unico, è il sistema matriciale, dove il rischio (R) è determinato numericamente dalla moltiplicazione della probabilità di accadimento di un evento pericoloso (P) e dall'entità del danno ad esso associato (D); una volta determinato tale valore numerico, viene confrontato con i valori in una matrice dove ogni possibile valore del rischio corrisponde ad una classificazione più comprensibile di tale rischio (ad esempio utilizzando i termini "trascurabile", "basso", "medio" e "elevato").
A seconda del tipo di rischio da valutare, esistono diverse metodologie che possono essere eventualmente adottate. Ad esempio nel caso della sicurezza dei macchinari la norma UNI EN ISO 12100 intitolata "Sicurezza del macchinario - Principi generali di progettazione - Valutazione del rischio e riduzione del rischio", mentre nel caso della valutazione del rischio chimico per la salute è stata elaborato il modello MoVaRisCh (abbreviazione per "Modello di Valutazione del Rischio Chimico").

## "Datazione" del documento di valutazione dei rischi
Tra le novità di rilievo originariamente contemplate dall'art. 28 del Dlgs. 81/2008 vi era quella di apporre sul documento di valutazione dei rischi e sulla procedura standardizzata la data certa in modo da evitare il rischio che il DVR possa essere retrodatato. Tale disposizione, in virtù della proroga contenuta nell'art. 32 del D.L. 30/12/08, n. 207, convertito dalla legge 27/02/09, n. 14 (G.U. n. 49 del 28/2/2009), è entrata in vigore dal 16 maggio 2009. 
Nell'anno 2000 il Garante per la protezione dei dati personali con il provvedimento del 5/12/2000 - Misure minime di sicurezza - fornì alcuni chiarimenti sulla data certa dell'atto previsto dall'art. 1 della L. 325/2000. In proposito, per quanto di competenza, il Garante osservava che tale requisito si collega con la comune disciplina civilistica in materia di prove documentali e, in particolare, con quanto previsto dagli artt., 2073 e 2704 2705 del codice civile, i quali recano un'elencazione non esaustiva degli strumenti per attribuire data certa ai documenti, consentendo di provare tale data anche in riferimento a ogni "fatto che stabilisca in modo egualmente certo l'anteriorità della formazione del documento". La legge n. 325/2000 presuppone quindi che il documento in questione sia collegabile ad un fatto oggettivo attribuibile al soggetto che lo invoca, ma sottratto alla sua esclusiva sfera di disponibilità. 
In questa prospettiva, senza pretesa di indicare in modo esauriente tutti i possibili strumenti idonei ad assegnare al documento una data certa, il Garante richiama l'attenzione dei titolari del trattamento sulle seguenti possibilità che appaiono utilmente utilizzabili: 
- ricorso alla cosiddetta "autopresentazione" presso uffici postali[15] prevista dall'art. 8 del d.lg. 22 luglio 1999, n. 261, con apposizione del timbro direttamente sul documento avente corpo unico, anziché sull'involucro che lo contiene;

- in particolare per le amministrazioni pubbliche, adozione di un atto deliberativo di cui sia certa la data in base alla disciplina della formazione, numerazione e pubblicazione dell'atto;

- apposizione della cosiddetta "marca temporale" sui documenti informatici[15] (art. 15, comma 2, legge 15 marzo 1997, n. 59; D.P.R. 10 novembre 1997, n. 513; artt. 52 ss. d.p.c.m. 8 febbraio 1999). Il sistema della marca temporale basa la propria modalità di certificazione della marca temporale su un procedimento informatico regolamentato dalla legge italiana, che permette di datare in modo certo ed opponibile a terzi un oggetto digitale (file). La data certa è un servizio di certificazione temporale apposto, per esempio, tramite il servizio INFOCAMERE della Camera di Commercio, che permette di datare in modo certo ed opponibile a terzi qualunque tipo di documento. Tra i profili probatori del documento informatico assume un'importanza fondamentale l'attribuzione della cosiddetta "data certa", cioè la prova della formazione del documento in un certo arco temporale o comunque della sua esistenza anteriormente ad un dato evento (art. 2704 codice civile). Nel tradizionale sistema di documentazione cartacea, l'attribuzione della data certa (efficace nei confronti dei terzi e non solo tra le parti) deriva principalmente dal riscontro di un'attestazione fatta da un soggetto terzo ed imparziale depositario di pubbliche funzioni (autentica comunale). La marca temporale attesta infatti l'esistenza di un documento informatico (o meglio di un file informatico) a una determinata data ed ora ("validazione temporale"). L'apposizione di una marca temporale produce l'effetto giuridico di attribuire "ad uno o più documenti informatici una data ed un orario opponibili ai terzi" (art. 8 comma 1, e art 22, comma 1, lettera g, d.p.r. n. 445/2000) e, dunque, non solo efficaci tra le parti. La veridicità ed esattezza di una marca temporale, come per i certificati delle chiavi pubbliche, si presume fino a prova contraria.

- Ricorso alla posta elettronica certificata (PEC). La posta elettronica certificata è il servizio di posta elettronica che fornisce al mittente la prova legale dell'invio e della consegna di documenti informatici. La posta elettronica certificata è la trasmissione telematica di comunicazioni con ricevuta di invio e di una ricevuta di consegna e avviene ai sensi del decreto del Presidente della Repubblica 11 febbraio 2005, n. 68. La trasmissione del documento informatico per via telematica, effettuata mediante la posta elettronica certificata, equivale, nei casi consentiti dalla legge, alla notificazione per mezzo della posta e ha valore legale. La data e l'ora di trasmissione e di ricezione di un documento informatico trasmesso mediante posta elettronica certificata sono opponibili ai terzi se conformi alle disposizioni di cui al decreto del Presidente della Repubblica 11 febbraio 2005, n. 68, e alle relative regole tecniche. Nei casi di invio o ricezione di messaggi verso caselle di posta elettronica tradizionale, il sistema non può eseguire tutti i passi previsti dal circuito della posta certificata e non esplica tutti i requisiti previsti dalla normativa vigente. Per tale ragione la trasmissione dei messaggi non ha gli stessi effetti legali di validità e opponibilità.

- Apposizione di autentica, deposito del documento o vidimazione di un verbale, in conformità alla legge notarile;[15] formazione di un atto pubblico.
- Registrazione o produzione del documento a norma di legge presso un ufficio pubblico.[15]

In relazione alle ripetute segnalazioni ricevute in ordine alla complessità della procedura necessaria ad ottenere la certezza della data, il D.Lgs 10/09, al duplice fine di non gravare sulle imprese con un onere amministrativo piuttosto pesante in termini gestionali e di ribadire che il documento di valutazione del rischio è il frutto di un'azione sinergica e condivisa dei soggetti delle sicurezza in azienda, ha introdotto il principio per il quale, in alternativa alla data certa, possa essere sufficiente la sottoscrizione del documento da parte del datore di lavoro (il quale solo, beninteso, ne assume la giuridica responsabilità), del responsabile del servizio di prevenzione e protezione, del rappresentante dei lavoratori per la sicurezza e del medico competente.